# 八束澄子
八束 澄子（やつか すみこ、1950年7月3日 - ）は、日本の児童文学作家。
広島県生まれ。平安女学院短期大学卒。1994年『青春航路ふぇにっくす丸』で第34回日本児童文学者協会賞、2006年『わたしの、好きな人』で第44回野間児童文芸賞受賞。『季節風』同人。 

## 著書
- 『海 ひとつの朝』高田三郎画 岩崎書店 1986
- 『ミッドナイト・ステーション 真夜中の駅』小泉るみ子画 岩崎書店 1987
- 『飛べゴンザ、あの空を』高田三郎画 岩崎書店 1989
- 『とうさんは忍者』村上豊絵 教育画劇 1991 スピカの創作文学
- 『青春航路ふぇにっくす丸』文渓堂 1993
- 『ディア・ファーザー 風の中の父へ』浜田洋子絵 PHP研究所 1994
- 『シンタのあめりか物語』小泉るみ子絵 新日本出版社 1997
- 『リターンマッチ 真二の場合』かみやしん絵 文渓堂 1998
- 『おれたちのドリーム・ファクトリィ』長谷川集平絵 国土社 1999
- 『熱帯雨林から、ヤッホー!』新日本出版社 2000
- 『はなまる日曜日』藤本ともひこ絵 講談社 2001
- 『海で見つけたこと』沢田としき絵 講談社 2003
- 『わたしの、好きな人』講談社 2006　のち青い鳥文庫
- 『明日につづくリズム』ポプラ社 2009　のち文庫ピュアフル
- 『月の青空』ささめやゆき絵 岩崎書店 2009 物語の王国
- 『おたまじゃくしの降る町で』講談社 2010
- 『てんせいくん』大島妙子絵 新日本出版社 2011
- 『パパは誘拐犯』バラマツヒトミ絵 講談社青い鳥文庫 2011
- 『オレたちの明日に向かって Life is Beautiful』ポプラ社 2012
- 『空へのぼる』講談社 2012

## 注
1. ↑  『文芸年鑑』2008